# نظام‌الدین قهاری
نظام‌الدین قهاری (۱۳۱۴ -) فعال سیاسی ملی-مذهبی، از اعضای مؤسس جنبش انقلابی مردم مسلمان ایران (جاما) و رئیس اسبق سازمان شیر و خورشید (هلال احمر) در دولت موقت است. وی در جوانی از اعضای نهضت خداپرستان سوسیالیست بود که بعدها به جبهه ملی پیوسته و به جمعیت آزادی مردم ایران و کمی بعد حزب مردم ایران تغییر نام دادند.

## زندگی
قهاری از همفکران کاظم سامی در جناح رادیکال حزب مردم ایران بود که در اوایل دهه ۱۳۴۰ از این حزب انشعاب کرده و جاما را برای مبارزه با حکومت پهلوی تأسیس کردند. قهاری پزشک متخصص گوش و حلق و بینی است و هم در دوران حکومت پهلوی و هم در دوران حکومت جمهوری اسلامی بارها زندانی شده است. وی از طرفداران سیاست‌های اقتصادی سوسیالیستی و اداره امور توسط شوراها است.
قهاری که از دوستان نزدیک سامی بود، بعد از قتل کاظم سامی نخستین دبیرکل جاما به سمت دبیرکلی این جمعیت انتخاب شد.

## آثار
کتاب «ماوراءالطبیعه و مابعدالطبیعه (حق - هستی - عقل)» یکی از آثار اوست.